# Сценическое освещение

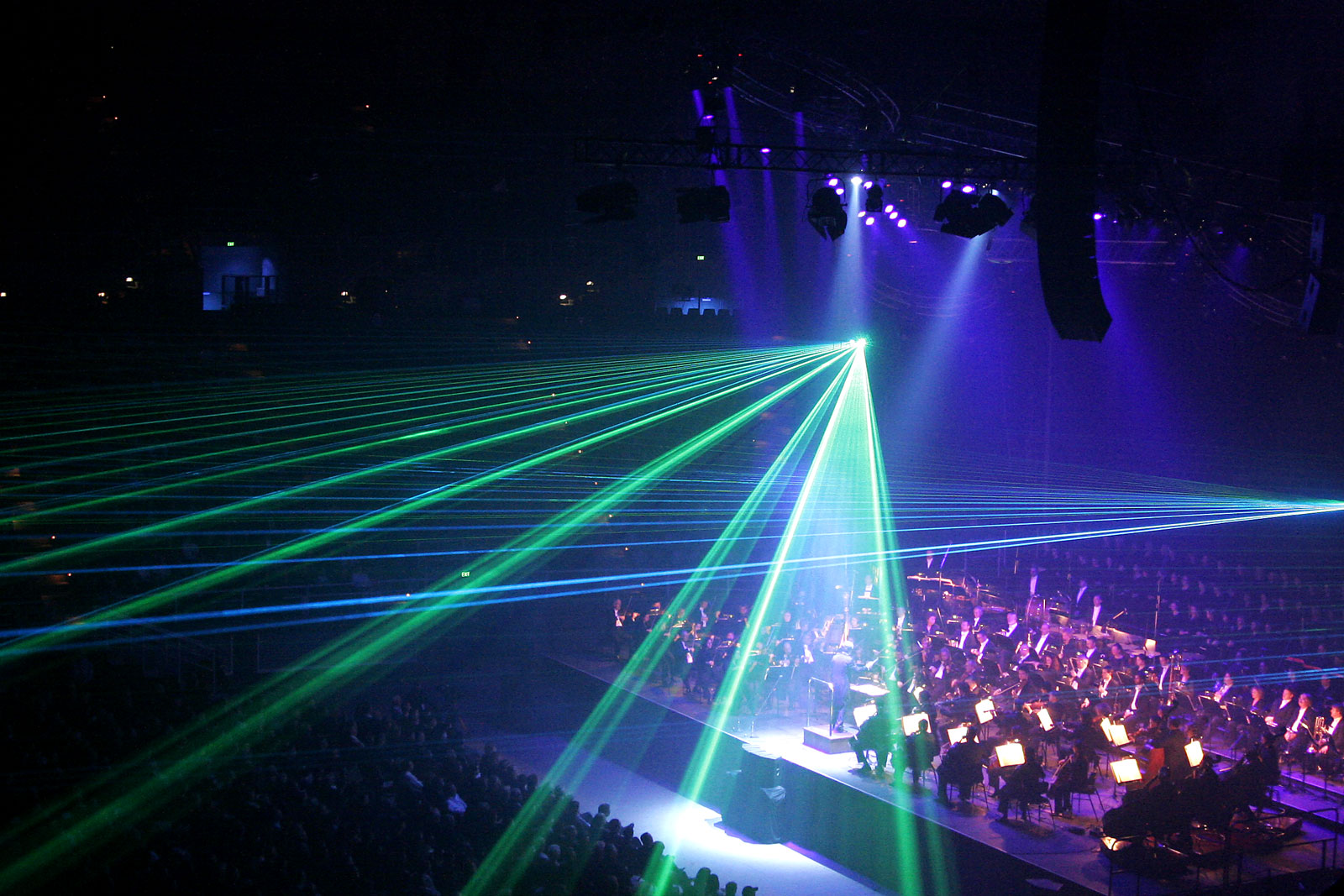
Современное сценическое освещение с использованием лазеров

Сцени́ческое освеще́ние — разновидность иллюминации, предназначенная для освещения сцены в театрах, концертных залах, съёмочных павильонах и телестудиях. Главным элементом сценического освещения является осветительное оборудование сцены, включающее софиты, прожекторы и лампы заполняющего света. Современные системы освещения также включают спецэффекты в виде лазеров и дымовых машин. Специалист, управляющий сценическим освещением, называется светооператором, а в кинематографе аналогичные функции выполняет осветитель.